# Partecipanti alla Vuelta a San Juan 2023
Elenco dei partecipanti alla Vuelta a San Juan 2023.
La Vuelta a San Juan 2023 è stata la trentanovesima edizione della corsa. Alla competizione presero parte 26 squadre: sette con licenza UCI World Tour 2023, cinque UCI ProTeam, dieci UCI Continental Team e quattro selezioni nazionali.
Partenza con 155 ciclisti accreditati.

## Corridori per squadra
Nota: R ritirato, NP non partito, FT fuori tempo, SQ squalificato
| Soudal Quick-Step                 | Soudal Quick-Step                 | Soudal Quick-Step                 | Bora-Hansgrohe        | Bora-Hansgrohe         | Bora-Hansgrohe        | Trek-Segafredo                        | Trek-Segafredo                        | Trek-Segafredo                        |
| --------------------------------- | --------------------------------- | --------------------------------- | --------------------- | ---------------------- | --------------------- | ------------------------------------- | ------------------------------------- | ------------------------------------- |
| N°                                | Ciclista                          | Clas.                             | N°                    | Ciclista               | Clas.                 | N°                                    | Ciclista                              | Clas.                                 |
| 1                                 | Remco Evenepoel                   | 6°                                | 11                    | Sam Bennett            | 80°                   | 21                                    | Jon Aberasturi                        | 71°                                   |
| 2                                 | Jan Hirt                          | 39°                               | 12                    | Sergio Higuita         | 2°                    | 22                                    | Dario Cataldo                         | 76°                                   |
| 3                                 | Fabio Jakobsen                    | 87°                               | 13                    | Jonas Koch             | 47°                   | 24                                    | Quinn Simmons                         | 9°                                    |
| 4                                 | Yves Lampaert                     | 19°                               | 14                    | Florian Lipowitz       | 57°                   | 25                                    | Antwan Tolhoek                        | 25°                                   |
| 5                                 | Michael Mørkøv                    | 88°                               | 15                    | Ryan Mullen            | 60°                   | 26                                    | Mathias Vacek                         | 28°                                   |
| 6                                 | Pieter Serry                      | 61°                               | 16                    | Danny van Poppel       | 59°                   |                                       |                                       |                                       |
| Astana Qazaqstan Team             | Astana Qazaqstan Team             | Astana Qazaqstan Team             | Movistar Team         | Movistar Team          | Movistar Team         | Team DSM                              | Team DSM                              | Team DSM                              |
| N°                                | Ciclista                          | Clas.                             | N°                    | Ciclista               | Clas.                 | N°                                    | Ciclista                              | Clas.                                 |
| 31                                | Gleb Syrica                       | 97°                               | 41                    | Fernando Gaviria       | 55°                   | 51                                    | Tobias Lund Andresen                  | 41°                                   |
| 32                                | Jurij Natarov                     | 26°                               | 42                    | Abner González         | 16°                   | 52                                    | Marco Brenner                         | 38°                                   |
| 33                                | Harold Tejada                     | 17°                               | 43                    | Oier Lazkano           | 12°                   | 53                                    | Jonas Hvideberg                       | 40°                                   |
| 34                                | Evgenij Gidič                     | 86°                               | 44                    | Vinícius Rangel        | 45°                   | 54                                    | Niklas Märkl                          | 36°                                   |
| 35                                | Harold Martín López               | 37°                               | 45                    | Einer Rubio            | 3°                    | 55                                    | Kevin Vermaerke                       | 7°                                    |
| 36                                | Andrej Zejc                       | 30°                               | 46                    | Albert Torres          | 44°                   | 56                                    | Sam Welsford                          | 89°                                   |
| Ineos Grenadiers                  | Ineos Grenadiers                  | Ineos Grenadiers                  | Israel-Premier Tech   | Israel-Premier Tech    | Israel-Premier Tech   | Eolo-Kometa Cycling Team              | Eolo-Kometa Cycling Team              | Eolo-Kometa Cycling Team              |
| N°                                | Ciclista                          | Clas.                             | N°                    | Ciclista               | Clas.                 | N°                                    | Ciclista                              | Clas.                                 |
| 61                                | Egan Bernal                       | R 6ª                              | 71                    | Marco Frigo            | 18°                   | 81                                    | Davide Bais                           | 92°                                   |
| 62                                | Filippo Ganna                     | 1°                                | 72                    | Giacomo Nizzolo        | 66°                   | 82                                    | Simone Bevilacqua                     | 84°                                   |
| 63                                | Jhonatan Narváez                  | R 2ª                              | 73                    | Jens Reynders          | 72°                   | 83                                    | Erik Fetter                           | 31°                                   |
| 64                                | Daniel Martínez                   | 24°                               | 74                    | Matthew Riccitello     | 8°                    | 84                                    | Giovanni Lonardi                      | 74°                                   |
| 65                                | Brandon Rivera                    | 4°                                | 75                    | Stephen Williams       | NP4ª                  | 85                                    | Simone Raccani                        | 96°°                                  |
| 66                                | Elia Viviani                      | 83°                               | 76                    | Rick Zabel             | 69°                   | 86                                    | Diego Sevilla                         | 43°                                   |
| Green Project-BardianiCSF-Faizanè | Green Project-BardianiCSF-Faizanè | Green Project-BardianiCSF-Faizanè | Corratec Selle Italia | Corratec Selle Italia  | Corratec Selle Italia | AP Hotels & Resorts-Tavira-SC Farense | AP Hotels & Resorts-Tavira-SC Farense | AP Hotels & Resorts-Tavira-SC Farense |
| N°                                | Ciclista                          | Clas.                             | N°                    | Ciclista               | Clas.                 | N°                                    | Ciclista                              | Clas.                                 |
| 91                                | Iker Bonillo                      | 68°                               | 101                   | Attilio Viviani        | 73°                   | 111                                   | Delio Fernández                       | 51°                                   |
| 92                                | Filippo Magli                     | 22°                               | 102                   | Stefano Gandin         | 64°                   | 112                                   | Alvaro Trueba                         | R 2ª                                  |
| 93                                | Mattia Petrucci                   | 29°                               | 103                   | Alexander Konychev     | 33°                   | 113                                   | Venceslau Fernandes                   | 54°                                   |
| 94                                | Alessandro Santaromita            | 52°                               | 104                   | Veljko Stojnić         | R 2ª                  | 114                                   | Ruben Simão                           | 91°                                   |
| 95                                | Manuele Tarozzi                   | 32°                               | 105                   | Charlie Quarterman     | R 2ª                  | 115                                   | Rafael Lourenço                       | 65°                                   |
| 96                                | Enrico Zanoncello                 | 67°                               | 106                   | Nicolás Tivani         | 11°                   | 116                                   | Miguel Salgueiro                      | 77°                                   |
| TotalEnergies                     | TotalEnergies                     | TotalEnergies                     | Selezione argentina   | Selezione argentina    | Selezione argentina   | Selezione italiana                    | Selezione italiana                    | Selezione italiana                    |
| N°                                | Ciclista                          | Clas.                             | N°                    | Ciclista               | Clas.                 | N°                                    | Ciclista                              | Clas.                                 |
| 121                               | Maciej Bodnar                     | 79°                               | 131                   | Maximiliano Richeze    | 94°                   | 141                                   | Davide Boscaro                        | 116°                                  |
| 122                               | Steff Cras                        | 14°                               | 132                   | Tomás Contte           | SQ4ª                  | 142                                   | Francesco Lamon                       | 109°                                  |
| 123                               | Fabien Grellier                   | 75°                               | 133                   | Marcos Méndez          | 124°                  | 143                                   | Mattia Pinazzi                        | 100°                                  |
| 124                               | Alan Jousseaume                   | 23°                               | 134                   | Franco German Lopez    | 106°                  | 144                                   | Michele Scartezzini                   | 115°                                  |
| 125                               | Daniel Oss                        | 42°                               | 135                   | Lukas Nicolás Dundic   | 112°                  | 145                                   | Liam Bertazzo                         | 114°                                  |
| 126                               | Peter Sagan                       | 48°                               | 136                   | Juan Ignacio Rodriguez | R 4ª                  | 146                                   | Manlio Moro                           | 85°                                   |